# Змысля, Михаил Фёдорович
Михаил Фёдорович Змысля (1923—1945) — младший лейтенант Рабоче-крестьянской Красной Армии, участник Великой Отечественной войны, Герой Советского Союза (1945).

## Биография
Михаил Змысля родился 26 мая 1923 года в селе Осоевка (ныне — Краснопольский район Сумской области Украины). Получил среднее образование. В августе 1941 года Змысля был призван на службу в Рабоче-крестьянскую Красную Армию. С осени того же года — на фронтах Великой Отечественной войны. Воевал на Черноморском флоте, затем на Южном и 4-м Украинском фронтах, был контужен. В 1944 году Змысля окончил курсы младших лейтенантов. К январю 1945 года младший лейтенант Михаил Змысля командовал 3-й ротой 876-го стрелкового полка 276-й стрелковой дивизии 1-й гвардейской армии 4-го Украинского фронта. Отличился во время освобождения Польши.
26-28 января 1945 года в боях за населённый пункт Сугаевка и город Макув-Подхаляньский рота Змысли выбила противника с занимаемых им позиций и захватила опорный пункт. Ворвавшись в город, рота приняла активное участие в уличных боях. 28 января 1945 года Змысля погиб в бою. Похоронен в братской могиле в городе Макув-Подхаляньский.
Указом Президиума Верховного Совета СССР от 23 мая 1945 года за «образцовое выполнение боевых заданий командования на фронте борьбы с немецкими захватчиками и проявленные при этом мужество и героизм» младший лейтенант Михаил Змысля посмертно был удостоен высокого звания Героя Советского Союза. Также был награждён орденами Ленина и Отечественной войны 1-й степени.